# Владімір Боузек
Владімір Боузек (чеськ. Vladimír Bouzek; нар. 3 грудня 1920, Тршебич, Чехословаччина — пом. 31 липня 2006) — чехословацький хокеїст, футболіст та тренер. Грав у нападі.
Чемпіон світу 1947, 1949. З 2007 року член Зали слави ІІХФ, а з 2008 — Зали слави чеського хокею.

## Футбольна кар'єра
В 1936 році дебютував за команду «Горацька Славія» із Тршебича. Після війни грав за остравські клуби «Банік» (1946-1949), «Вітковіце» (1949-1953) та «Славію» з Братислави (1953-1955). У 1950-51 роках провів три матчі у складі національної збірної Чехословаччини.

## Хокейна кар'єра
В 1936-1948 грав за команду «Горацька Славія» із Тршебича, а в сезоні 1948-1949 — за «Збройовку» (Брно). З 1949 по 1953 рік виконував обов'язки граючого тренера «Вітковіце» (Острава), чемпіона Чехословаччини 1952. Завершив виступи у клубові  «Кралове Поле» (1953-1955). Всього в чехословацькій хокейній лізі провів 120 матчів (85 голів).
У складі національної збірної на Олімпійських іграх 1948 в Санкт-Моріці здобув срібну нагороду.
Брав участь у трьох чемпіонатах світу та Європи (1947-1949). Чемпіон світу 1947, 1949; другий призер 1948. Триразовий чемпіон Європи — 1947, 1948, 1949. Всього на чемпіонатах світу та Олімпійських іграх провів 20 матчів (11 закинутих шайб).

## Тренерська діяльність
1955 року очолив «Руду гвезду» (Брно). У цій команді, з перервами, працював до 1976 року. Здобув десять золотих нагород чемпіонату Чехословаччини та перемогу у першому розіграші кубка європейських чемпіонів 1966. У 1955-56 та 1964-1966 роботу у клубові поєднував з посадою головного тренера національної збірної. Віце-чемпіон світу 1965, 1966, третій призер 1955. Тричі здобував срібні нагороди на чемпіонатах Європи (1955, 1965, 1966) та одного разу — бронзову (1956).
В 1959-1960 роках очолював клуб «Динамо» (Берлін, НДР). Двічі працював з західнонімецьким «Фюссеном» (1966-1970, 1976-1978), Під його керівництвом клуб два роки поспіль св'яткував перемоги у бундеслізі (1968 та 1969).

## Досягнення

### Гравець
- Олімпійські ігри

 Віце-чемпіон (1): 1948
- Чемпіонат світу

 Чемпіон (2): 1947, 1949
 Віце-чемпіон (1): 1948
- Чемпіонат Європи

 Чемпіон (3): 1947, 1948, 1949
- Чемпіонат Чехословаччини

 Чемпіон (1): 1952

### Тренер
- Чемпіонат світу

 Віце-чемпіон (2): 1965, 1965
 Третій призер (1): 1955
- Чемпіонат Європи

 Віце-чемпіон (3): 1955, 1965, 1965
 Третій призер (1): 1956
- Кубок європейських чемпіонів

 Переможець (1): 1966
- Чемпіонат Чехословаччини

 Чемпіон (10): 1955, 1956, 1957, 1958, 1961, 1962, 1963, 1964, 1965, 1966
- Чемпіонат Німеччини

 Чемпіон (2): 1968, 1969